# Ryūji Miura
Ryūji Miura (三浦龍司?, Miura Ryūji; Hamada, 11 febbraio 2002) è un ostacolista giapponese, ha partecipato ai 3000 metri siepi ai Giochi olimpici di Tokyo.

## Record nazionali
Seniores
- 3000 m siepi: 8'03"43 ( Monaco, 11 luglio 2025)

Juniores
- 2000 m siepi: 5'39"27 ( Hiroshima, 28 aprile 2019)
- Mezza maratona: 1h01'41" ( Tachikawa, 17 ottobre 2020)

## Progressione

### 3000 metri siepi
| Stagione | Misura  | Luogo   | Data      | Rank. Mond. |
| -------- | ------- | ------- | --------- | ----------- |
| 2025     | 8'03"43 | Monaco  | 11-7-2024 |             |
| 2024     | 8'10"52 | Parigi  | 7-7-2024  |             |
| 2023     | 8'09"91 | Parigi  | 9-6-2023  |             |
| 2022     | 8'12"65 | Zurigo  | 8-9-2022  |             |
| 2021     | 8'09"92 | Tokyo   | 30-7-2021 |             |
| 2020     | 8'19"37 | Chitose | 18-7-2020 |             |
| 2019     | 8'39"37 | Fukuoka | 27-6-2019 |             |
| 2018     | 8'46"56 | Nara    | 14-9-2018 |             |

## Palmarès
| Anno | Manifestazione          | Sede      | Evento       | Risultato | Prestazione | Note                  |
| ---- | ----------------------- | --------- | ------------ | --------- | ----------- | --------------------- |
| 2019 | Campionati asiatici U18 | Hong Kong | 2000 m siepi | Oro       | 5'42"35     | Record dei campionati |
| 2021 | Giochi olimpici         | Tokyo     | 3000 m siepi | 7º        | 8'16"90     | [ 1 ]                 |
| 2022 | Mondiali                | Eugene    | 3000 m siepi | Batteria  | 8'21"80     |                       |
| 2023 | Mondiali                | Budapest  | 3000 m siepi | 6º        | 8'13"70     |                       |
| 2024 | Giochi olimpici         | Parigi    | 3000 m siepi | 8º        | 8'11"72     |                       |

## Campionati nazionali
- 3 volta campione nazionale giapponese nei 3000 metri siepi (2021, 2022, 2023)

2019
- 5º ai campionati giapponesi (Fukuoka), 3000 m siepi - 8'40"30

2021
- Oro ai campionati giapponesi (Osaka), 3000 m siepi - 8'15"99

2022
- Oro ai campionati giapponesi (Osaka), 3000 m siepi - 8'14"47

2023
- Oro ai campionati giapponesi (Osaka), 3000 m siepi - 8'21"41

## Altre competizioni internazionali
2022
- 10º al Bauhaus-Galan ( Stoccolma), 3000 metri piani  - 7'47"98
- 4º all'Athletissima () Losanna), 3000 metri siepi - 8'13"06
- 4º al Weltklasse Zürich () Zurigo), 3000 metri siepi - 8'12"65

2023
- Argento al Meeting de Paris ( Parigi), 3000 metri siepi - 8'09"91

2025
- Argento all'Herculis ( Monaco), 3000 m siepi - 8'03"43